# Árvore de Natal

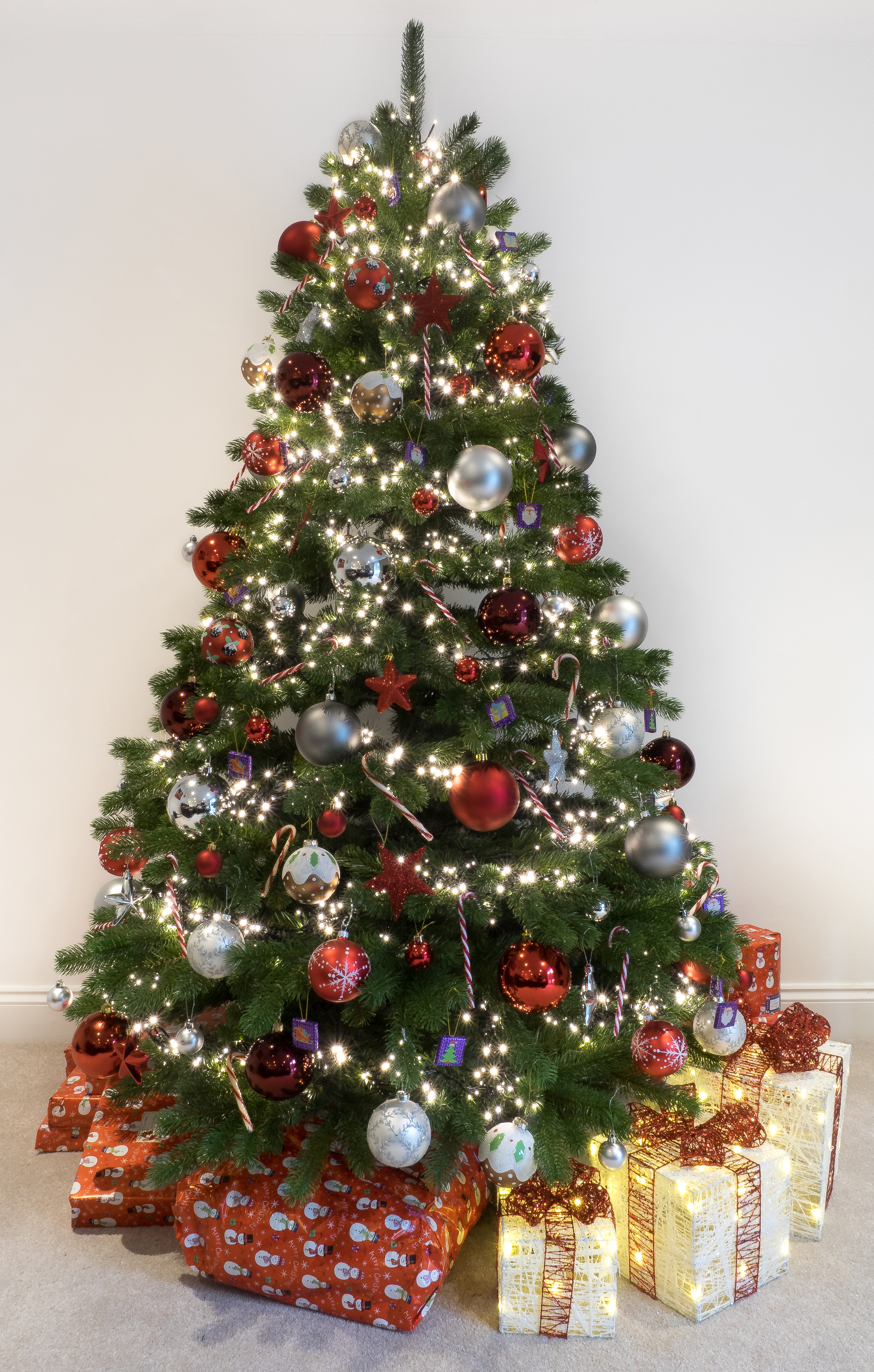
Árvore de Natal com o tipo de decoração mais comum.

A árvore de Natal é uma das mais populares tradições associadas com a celebração do Natal. É normalmente uma árvore conífera de folhas perenes (um pinheiro) ou uma árvore artificial com formato similar. Como parte da tradição, enfeita-se a árvore com bolas coloridas e outros adornos natalinos, como o sino de Natal.

## História

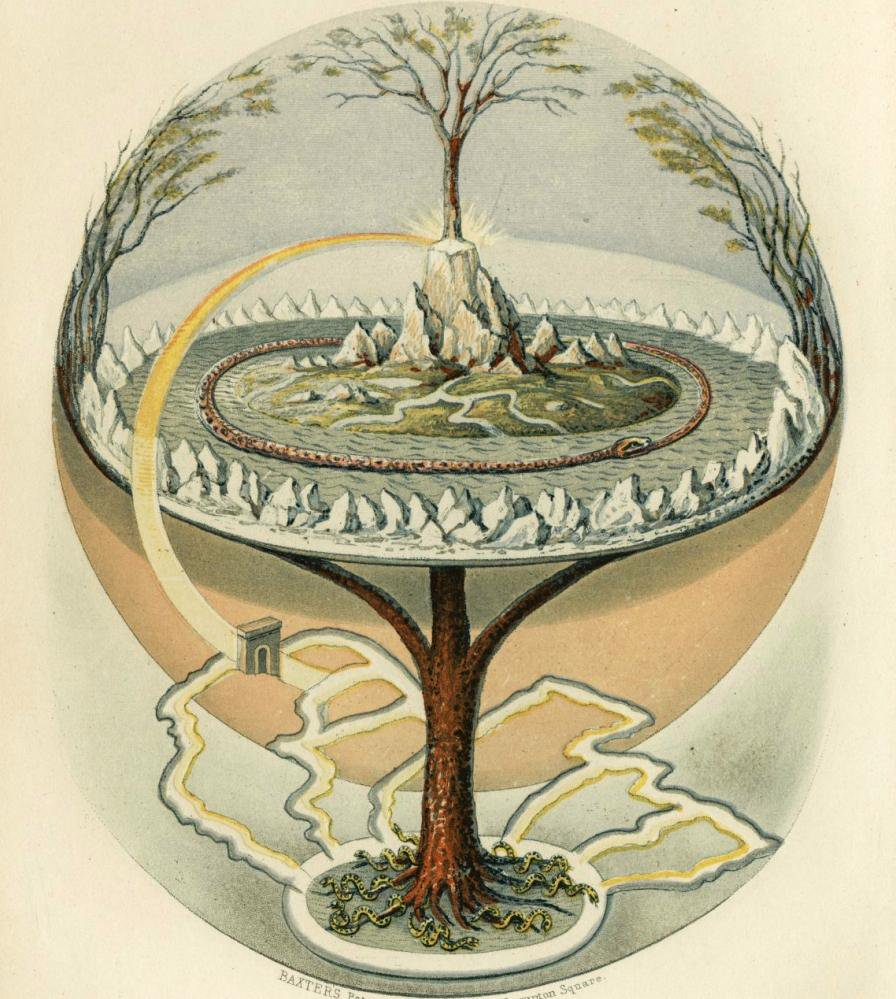
Yggdrasil, na cosmologia nórdica, é uma imensa e central árvore sagrada

Civilizações antigas que habitaram os continentes europeu e asiático, no terceiro milênio antes de Cristo, já consideravam as árvores como um símbolo divino. Eles cultivavam-nas e realizavam festivais em seu favor. Essas crenças ligavam as árvores a entidades mitológicas e sua projeção vertical, desde as raízes fincadas no solo, marcava a simbólica aliança entre os céus e a mãe terra.
Nas vésperas do solstício de inverno, os povos pagãos da região dos países bálticos cortavam pinheiros, levavam para seus lares e os enfeitavam de forma muito semelhante à que se faz nos atuais dias. Essa tradição passou aos povos Germânicos, que colocavam presentes para as crianças sob o carvalho sagrado de Odin.
Uma das versões para a origem da tradição diz que no início do século VIII, o monge beneditino São Bonifácio tentou acabar com essa crença pagã que havia na Turíngia, para onde fora como missionário. Com um machado cortou um pinheiro sagrado, que os locais adoravam no alto de um monte, e como teve insucesso na erradicação da crença, decidiu associar o formato triangular do pinheiro à Santíssima Trindade e suas folhas resistentes e perenes à eternidade de Jesus. Nascia aí a Árvore de Natal.
O primeiro uso registrado de uma árvore para celebrar o Natal e o Ano Novo ocorreu em Riga, na Letónia, em 1510. Acredita-se também que esta tradição começou em 1530, na Alemanha, com Martinho Lutero. Certa noite, enquanto caminhava pela floresta, Lutero ficou impressionado com a beleza dos pinheiros cobertos de neve. As estrelas do céu ajudaram a compor a imagem que Lutero reproduziu com galhos de árvore em sua casa. Além das estrelas, algodão e outros enfeites, como velas acesas para mostrar aos seus familiares a bela cena que havia presenciado na floresta.
Há outras versões, porém, segundo as quais a moderna árvore de Natal teria realmente surgido na Alemanha entre os séculos XVI e XVIII. Não se sabe exatamente em qual cidade ela tenha surgido. Durante o século XIX a prática foi levada para outros países europeus e para os Estados Unidos. Apenas no século XX essa tradição chegou à América Latina.
Atualmente essa tradição é comum a católicos, protestantes e ortodoxos.

## Montagem

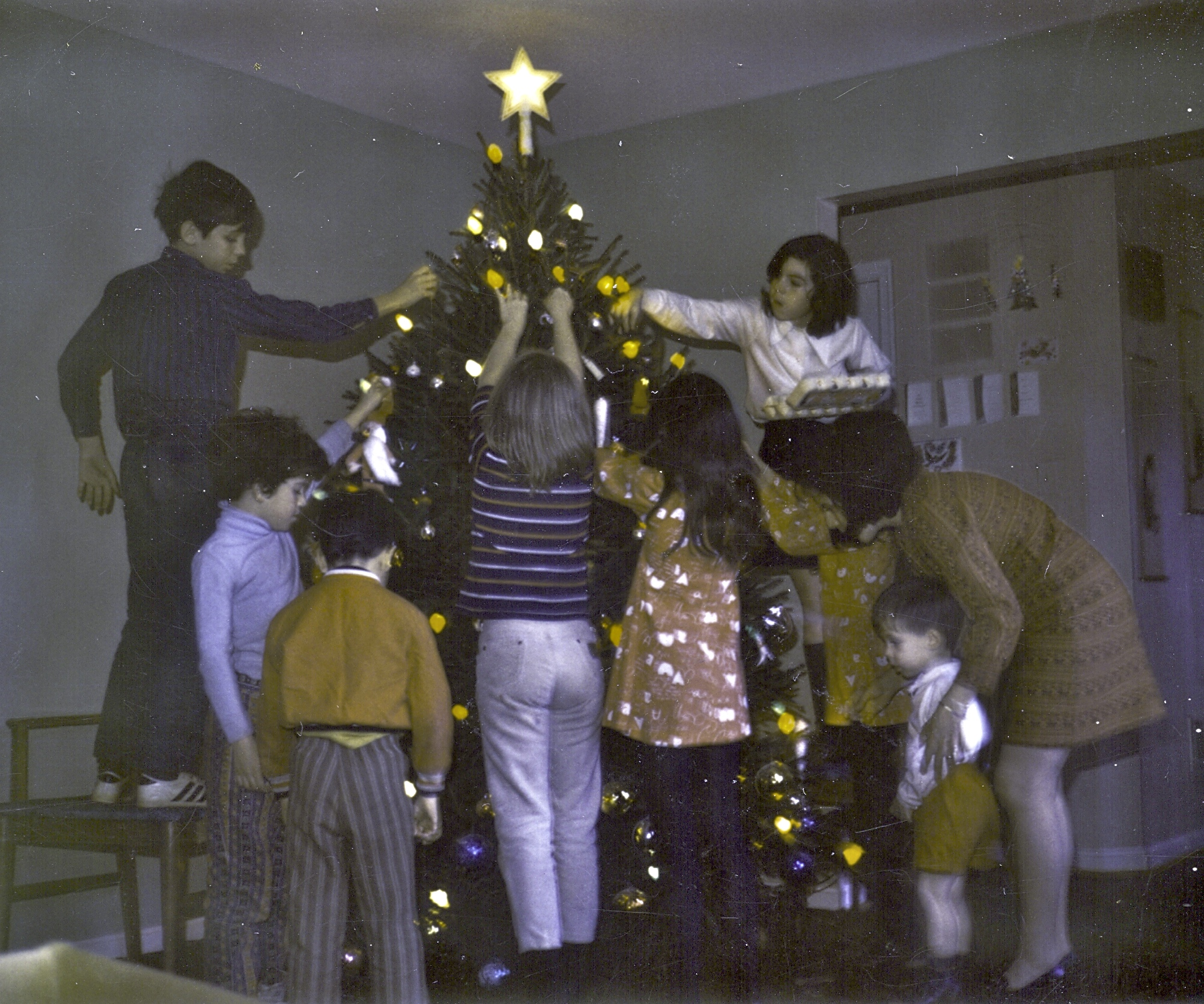
Uma família montando a árvore de natal nos anos 1970

Atualmente são utilizadas tanto árvores de Natal em sua forma natural, normalmente consistindo em pinheiros de diversas espécies devidamente enfeitados ou árvores de Natal artificiais, as quais são adotadas em função da comodidade, pois não necessitam de cuidados e podem ser reaproveitadas ano após ano. As primeiras árvores de Natal artificiais surgiram na Alemanha, no século 19, e eram feitas de penas de gansos tingidas de verde amarradas em galhos feitos de arame.
O dia de montar as decorações natalinas varia em cada país. Enquanto nos Estados Unidos se monta a árvore de Natal no Dia de Ação de Graças, no Brasil o dia certo para montar a árvore de Natal é no 4° domingo antes do Natal, dia que marca o início do Advento. Já em Portugal a tradição diz que deve ser montada a 8 de dezembro, dia da Imaculada Conceição. 
Em muitos locais, a tradição cristã indica que a árvore de Natal e demais decorações natalinas devem ser desfeitas no dia 6 de janeiro, data em que se comemora o Dia de Reis, data que assinala a chegada dos Três Reis Magos a Belém, encerrando as festividades do Natal.

## Acessórios

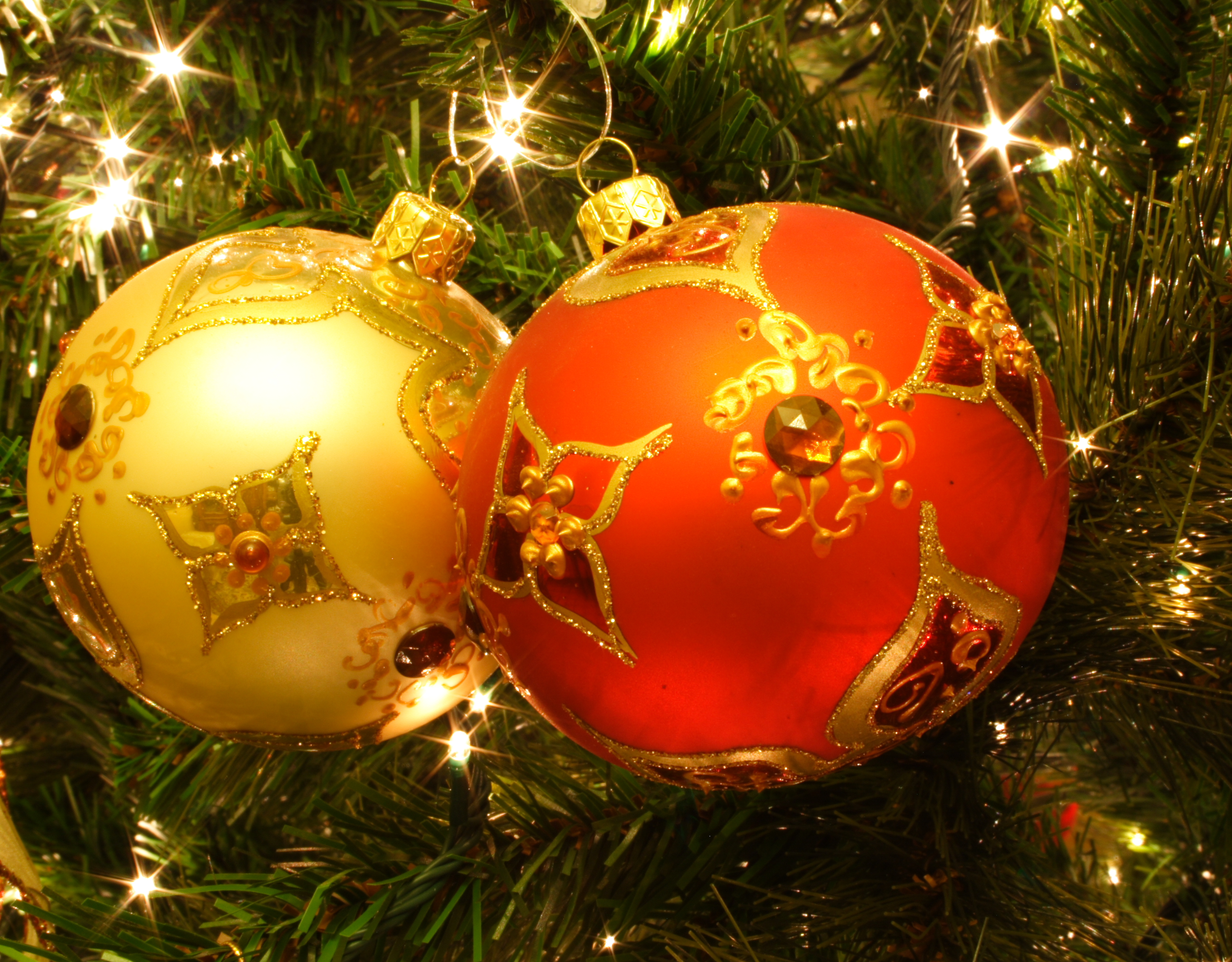
Bolas e luzes de Natal

- Luzes de Natal - é um acessório resumido em um fio com diversas lâmpadas que é utilizado para decoração de casas e árvores de Natal representando as estrelas.[11]
- Bolas de Natal - são esferas decoradas e coloridas que são usadas nas árvores de Natal simbolizando os bons frutos.[12]
- Papai Noel ou Pai Natal - são minibonecos usados nas árvores de Natal representando a bondade.[13]
- Estrela de Belém - podem ser estrelas ou objetos em forma circular que ficam no ponto mais alto da árvore representando a estrela principal.[12]